# 조한철 (배우)
조한철(趙漢哲, 1973년 6월 13일~)은 대한민국의 배우이다.

## 학력
- 서울언북초등학교
- 청담중학교
- 영동고등학교
- 청주대학교 연극영화학과
- 한국예술종합학교 연극원 석사

## 출연 작품
| 드라마        | 드라마      | 드라마                                 | 드라마             | 드라마               |
| 연도          | 방송사      | 제목                                   | 역할               | 비고                 |
| ------------- | ----------- | -------------------------------------- | ------------------ | -------------------- |
| 2009년        | KBS2        | 아이리스                               | 정 대위 역         | 1회 특별출연         |
| 2010년        | SBS         | 자이언트                               | 삼청교육대 교관 역 | 특별출연             |
| 2012년        | MBC Every 1 | 할 수 있는 자가 구하라                 | 오 실장 역         |                      |
| 2012년~2013년 | SBS         | 대풍수                                 | 무영 역            |                      |
| 2013년        | tvN         | 우와한 녀                              | 현상범 역          |                      |
| 2013년        | MBC         | 스캔들 : 매우 충격적이고 부도덕한 사건 | 신강호 역          |                      |
| 2013년        | 네이버TV    | 출출한 여자                            |                    | 특별출연             |
| 2014년        | tvN         | 고교처세왕                             | 김창수 역          |                      |
| 2014년~2015년 | KBS2        | 힐러                                   | 윤동원 역          |                      |
| 2015년        | MBC         | 여왕의 꽃                              | 김도신 역          |                      |
| 2015년        | KBS2        | 프로듀사                               | 김 실장 역         |                      |
| 2015년        | KBS2        | 복면검사                               | 변호사 역          | 특별출연             |
| 2015년        | OCN         | 아름다운 나의신부                      | 박태규 / 박준범 역 |                      |
| 2015년        | tvN         | 오 나의 귀신님                         | 의사 홍수창 역     | 특별출연             |
| 2015년        | SBS         | 마을 - 아치아라의 비밀                 | 최형일 역          |                      |
| 2016년        | 네이버TV    | 출출한 여자 시즌2                      | 본부장 역          |                      |
| 2016년        | KBS2        | 동네변호사 조들호                      | 김태정 역          |                      |
| 2017년        | tvN         | 내일 그대와                            | 두식 역            |                      |
| 2017년        | tvN         | 크리미널 마인드                        | 장기태 역          | 특별출연             |
| 2018년        | tvN         | 마더                                   | 이창근 역          |                      |
| 2018년        | tvN         | 백일의 낭군님                          | 왕 역              |                      |
| 2018년        | KBS2        | 죽어도 좋아                            | 윤동찬 역          |                      |
| 2019년        | tvN         | 로맨스는 별책부록                      | 봉지홍 역          |                      |
| 2019년        | OCN         | 킬잇                                   | 고현우 역          |                      |
| 2019년        | KBS2        | 퍼퓸                                   | 김태준 역          |                      |
| 2020년        | SBS         | 아무도 모른다                          | 윤희섭 역          |                      |
| 2020년        | tvN         | 메모리스트                             | 진재규 역          |                      |
| 2020년        | KBS2        | 한 번 다녀왔습니다                     | 조원철 역          | 60회 ~ 66회 특별출연 |
| 2020년        | MBC         | 꼰대인턴                               | 불닭집 사장        | 7회 특별출연         |
| 2021년        | KBS2        | 안녕? 나야!                            | 마트 점장          | 특별출연             |
| 2021년        | tvN         | 빈센조                                 | 한승혁             |                      |
| 2021년        | tvN         | 갯마을 차차차                          | 오춘재             |                      |
| 2021년        | tvN         | 지리산                                 | 박일해             |                      |
| 2022년        | KBS2        | 너에게 가는 속도 493KM                 | 이태상             |                      |
| 2022년        | 넷플릭스    | 안나라수마나라                         | 윤아이의 아버지    |                      |
| 2022년        | KBS2        | 법대로 사랑하라                        | 이편웅             |                      |
| 2022년        | JTBC        | 재벌집 막내아들                        | 진동기             | 16부작               |
| 2023년        | tvN         | 스틸러 : 일곱 개의 조선통보            | 장태인             | 12부작               |
| 2023년        | 디즈니+     | 레이스                                 | 송선태             | 12부작               |
| 2023년        | KBS2        | 혼례대첩                               | 임금               | 16부작               |
| 2023년        | 넷플릭스    | 경성크리처                             | 윤중원             | 10부작               |
| 2024년        | JTBC        | 비밀은 없어                            | 김상진             | 특별출연             |
| 2024년        | tvN         | 감사합니다                             | 편인호             | 특별출연             |
| 2024년        | tvN         | 엄마친구아들                           | 배근식             |                      |
| 2024년        | TVING       | 우씨왕후                               | 우도               |                      |
| 2024년        | KBS2        | 드라마 스페셜 - 사관은 논한다          | 왕                 |                      |
| 2024년        | 넷플릭스    | Mr. 플랑크톤                           | 고재근             |                      |
| 2025년        | SBS         | 사계의 봄                              | 조상헌             | 10부작               |
| 2025년        | 넷플릭스    | 광장                                   | 최성철             |                      |
| 2025년        | Wavve       | S라인                                  | 김병철             | 특별출연             |
| 2025년        | 넷플릭스    | 트리거                                 | 주반장             |                      |
| 2025년        | 유튜브      | 나영석의 와글와글                      |                    | 게스트               |

#### 영화
- 1999년 영화 《박하사탕》 ... 공원 1 역
- 2020년 영화 《건》 ... ● 역
- 2002년 영화 《괜찮아, 괜찮아》 ... 지석 역
- 2002년 영화 《신동양 수퍼맨》 ... 가짜 수퍼맨 역《》
- 2004년 영화 《1.3.6(뫼비우스의 띠 - 마음의 속도)》 ... 봉달 역
- 2005년 영화 《극장전》 ... 소년의 형 역
- 2006년 영화 《팔월의 일요일들》 ... 태진 역
- 2006년 영화 《봄이 오는 길》 ... 대환 역
- 2007년 영화 《오프로드》 ... 택시기사 상훈 역
- 2007년 영화 《은하해방전선》 ... 평론가 역
- 2007년 영화 《피는 멈추지 않는다》
- 2010년 영화 《방자전》 ... 역참관리 역
- 2010년 영화 《김종욱 찾기》 ... 연출자 역
- 2010년 영화 《할 수 있는 자가 구하라》 ... (가족들) 조 목사 역
- 2011년 영화 《모비딕》 ... 박정길 역
- 2011년 영화 《세상에서 가장 아름다운 이별》 ... 정철 병원 원장 역
- 2011년 영화 《우유시대》
- 2011년 영화 《커플즈》 ... 공택중 역
- 2012년 영화 《댄싱퀸》 ... 녹음실 프로듀서 역
- 2012년 영화 《로맨스 조》 ... 이 감독 역
- 2012년 영화 《가비》 ... 별입시 B 역
- 2012년 영화 《내 아내의 모든 것》 ... 이혼법정 담당자 역 (특별출연)
- 2012년 영화 《연가시》 ... 연구원 역
- 2012년 영화 《무서운 이야기》 ... 군의관 역
- 2013년 영화 《붉은 가족》 ... 사채업자 역
- 2013년 영화 《말로는 힘들어》
- 2013년 영화 《48미터》 ... 중대장 역
- 2013년 영화 《숨바꼭질》 ... 정남 역
- 2013년 영화 《더 파이브》 ... 성일 역
- 2013년 영화 《소녀》 ... 보건소 의사 역
- 2013년 영화 《출출한 여자》 ... 조 본부장 역 (특별출연)
- 2014년 영화 《숙희》 ... 윤 교수 역
- 2014년 영화 《숫호구》 ... 생명공학박사 역
- 2014년 영화 《썸남썸녀》 ... 남자 1호 역
- 2015년 영화 《간신》 ... 도총관 박원종 역
- 2016년 영화 《곡성》 ... 형사 1 역
- 2016년 영화 《무서운 이야기 3: 화성에서 온 소녀》 ... 생존 지구군 역 (우정출연)
- 2016년 영화 《럭키》 ... 일성 역
- 2016년 영화 《판도라》 ... 심원 E&C 사장 역
- 2016년 영화 《파파좀비》 ... 공한철 역
- 2017년 영화 《특별시민》 ... 강 의원 역
- 2017년 영화 《침묵》 ... 정승길 역
- 2018년 영화 《더 펜션》 ... 추호 역
- 2018년 영화 《신과함께: 인과 연》 ... 판관 1 역
- 2018년 영화 《국가부도의 날》 ... 이대환 역
- 2019년 영화 《로망》 ... 조진수 역
- 2019년 영화 《배심원들》 ... 최영재 역
- 2019년 영화 《힘을 내요, 미스터 리》 ... 덕구 역
- 2019년 영화 《블랙머니》 ... 김남규 역
- 2019년 영화 《백두산》 ... 대령 역
- 2020년 영화 《정직한 후보》 ... 남용성 역
- 2020년 영화 《내가 죽던 날》 ... 오 변호사 역 (특별출연)
- 2021년 영화 《세자매》 ... 동욱 역
- 2021년 영화 《새해전야》 ... 윤 대표 역
- 2021년 영화 《새콤달콤》 ... 환자 1 역
- 2021년 영화 《방법: 재차의》 ... 박용호 역 (특별출연)
- 2021년 영화 《행복의 나라로》
- 2023년 영화 《더 문》 ... 과학기술정보통신부 장관 역
- 2023년 영화 《독전 2》 … 제이 역
- 2024년 영화 《로기완》 … 이윤성 역
- 2024년 영화 《전,란》 … 이덕형 역
- 2025년 영화 《파과》 … 배종선 역

### 연극 & 뮤지컬
- 연극 1998년 《원룸》
- 연극 2004년 《냉정과 열정사이》 - 쥰세이 역
- 연극 2005년 《밀크우드》
- 연극 2005년 《자객열전》
- 뮤지컬 2006년 《행진! 와이키키 브라더스》 - 변강수 역
- 뮤지컬 2007년 《웨스트 사이드 스토리》
- 뮤지컬 2007년 《하드락 카페 - Lost In Paradise》 - 황사장 역
- 연극 2007년 《시련》 - 존 헤일 목사 역
- 연극 2007년 《멜로드라마》 - 김찬일 역
- 연극 2008년 《줄리에게 박수를》 - 햄릿(석동) 역
- 뮤지컬 2008년 《新행진, 와이키키!》
- 뮤지컬 2008년 《조선 연정 스캔들 호야》- 왕 역
- 뮤지컬 2009년 《영웅》- 치바 역
- 연극 2017년 《그와 그녀의 목요일》 - 정민 역

### 뮤직비디오
- 임형주 - Misty Moon (2004년)

### 광고
- 대법원 - 국민참여재판 (2019년)
- 공익광고협의회 안전불감증 개선 - 어느 안전 (2019년)
  - 전라남도 안전불감증 개선 - 어느 안전 (2020년)
- 한국생명의전화 - Love Sound 캠페인 (2020년)
- 삼성증권 - 시작을 시작해 (2020년)

## 수상 및 후보
- 2023년 서울콘 에이판 스타 어워즈 중편드라마 부문 남자 우수연기상
- 2023년 KBS 연기대상 남자 조연상